# Angiopteris palmiformis
Angiopteris palmiformis là một loài dương xỉ trong họ Marattiaceae. Loài này được Cav. C. Chr. mô tả khoa học đầu tiên năm 1937.